# Białorzytka uboga
Białorzytka uboga (Oenanthe dubia) – gatunek małego ptaka z rodziny muchołówkowatych (Muscicapidae), podrodziny kląskawek. Występuje w Etiopii i Somalii. Posiada status „gatunku niedostatecznie rozpoznanego”.

## Taksonomia
Po raz pierwszy gatunek opisali Herbert Weld Blundell i Simon Fraser, 14. lord Lovat w 1899 pod nazwą Myrmecocichla dubia. Akceptowaną obecnie (2020) przez Międzynarodowy Komitet Ornitologiczny nazwą jest Oenanthe dubia. Holotyp, dorosłego osobnika o nieustalonej płci, pozyskano w Fontaly w Etiopii (wtedy Abisynia). Został odłowiony 17 stycznia 1899. Opis gatunku ukazał się pod koniec 1899 w zeszycie „Bulletin of the British Ornithologists’ Club”. W 1900 ten sam opis zamieszczono na łamach czasopisma „Ibis”. Gatunek monotypowy.

## Morfologia
Przybliżone wymiary holotypu (oryginalne podane w calach): długość ciała około 16,5 cm (autorzy HBW podają 14–15 cm), długość dzioba – 18 mm (uszkodzony), długość skrzydła – 80 mm, długość ogona – 63,5 mm, długość skoku – 23 mm. Ptak bardzo podobny do białorzytki czarnosternej (Oenanthe melanura) ciemniejszego podgatunku ultima. Wyróżniają go większe rozmiary, brązowoczarne pokrywy podogonowe, które mają płowe (zamiast białych) krawędzie. Pokrywy podskrzydłowe cechuje barwa popielata, nie biała, jak u białorzytki czarnosternej.

## Zasięg i ekologia
Zasięg występowania obejmuje wschodnio-centralną Etiopię i część Somalii, gdzie odnotowano ptaka tylko raz na Mount Wagar i nie odnaleziono go ponownie mimo badań (stan w 2006).
Brak informacji o głosie, pożywieniu i rozrodzie. Białorzytka uboga występuje w towarzystwie białorzytek czarnosternych oraz jednobarwnych (O. scotocerca). Przyczynia się to do słabego poznania biologii gatunku, gdyż te trzy gatunki łatwo pomylić lub przeoczyć. Białorzytki ubogie żyją na kamienistych i zakrzewionych obszarach.

## Status zagrożenia
IUCN nadaje białorzytce ubogiej status „gatunku niedostatecznie rozpoznanego” (DD, Data Deficient) nieprzerwanie od 2000 roku. Brak aktualnych danych dotyczących występowania ptaka z Somalii. Ponadto istnieje ryzyko, że doniesienia o obserwacjach w Etiopii dotyczą w części bardzo podobnej białorzytki jednobarwnej. Brak znanych zagrożeń; rzekome spadki populacji wywołane zakładaniem obozów uchodźców okazały się nieprawdziwe, ponieważ obozy dla uchodźców nie są stawiane w środowisku, które zasiedlają białorzytki ubogie.